# Atbara
|  | Per a altres significats, vegeu «riu Atbara». |

Atbara (àrab: عَطْبَرَة, ʿAṭbara) és una ciutat del Sudan amb més de 100.000 habitants i és dins la wilaya del Riu Nil (Nahr an-Nil), molt propera a la capital provincial Ad-Damir. Està també relativament propera de les ruïnes de Mèroe (uns 100 km al sud, seguint el Nil) amb les piràmides dels reis de Mèroe. És un nus ferroviari. El 8 de juny de 1898 es va lliurar a prop d'allà (a Nakhayla) la batalla d'Atbara (o Atbarah) entre els britànics de Sir Horatio Herbert Kitchener (després lord Kitchener) i les forces (12.000 infants i 4.000 cavallers) d'Abdallah al-Khalifa, successor del Muhàmmad Àhmad i el seu general Mahmud Ahmad, que Kitchener va guanyar i en la qual van morir dos mil combatents dervixos.